# Takuan Sōhō

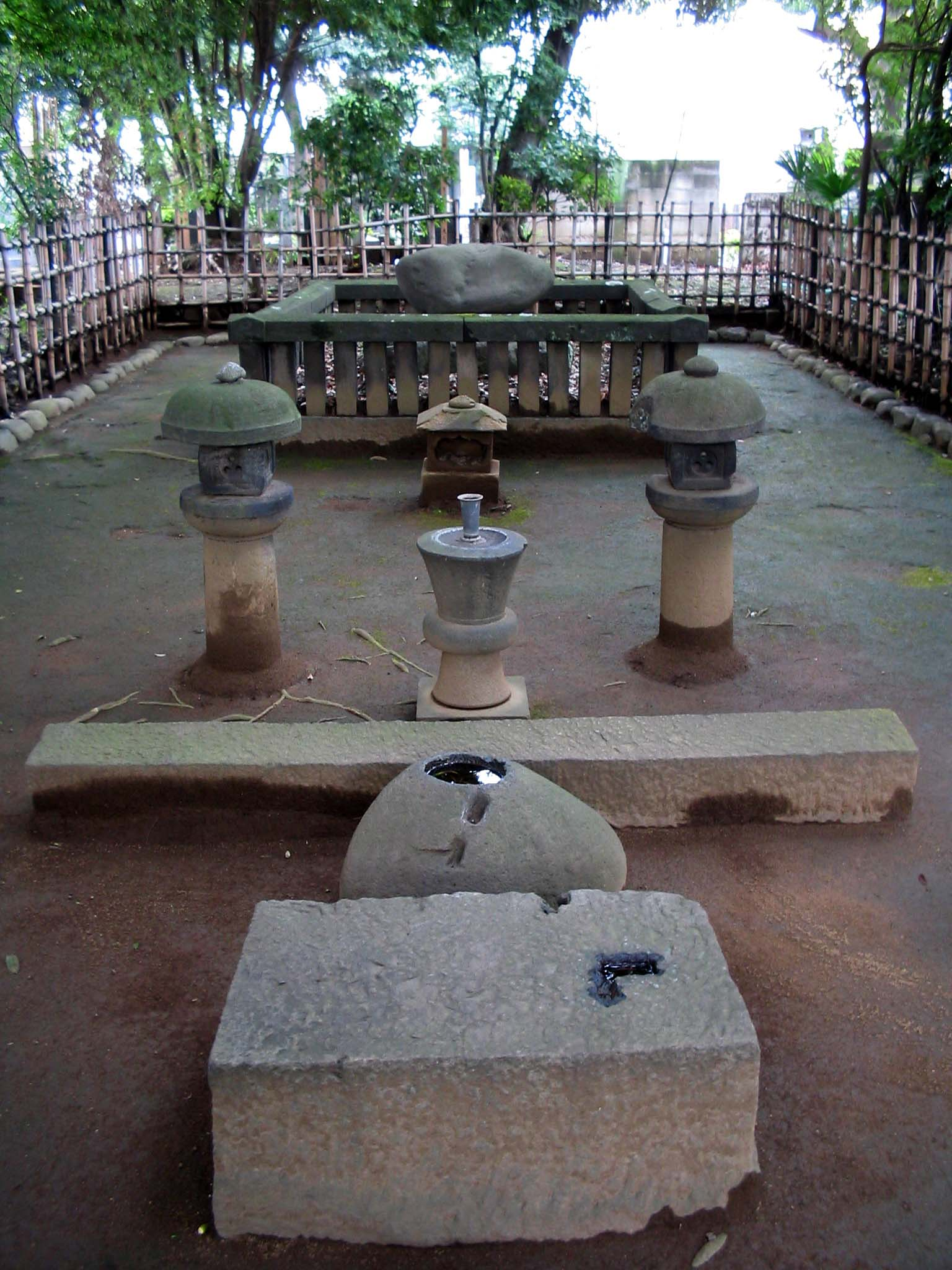
Grab von Takuan Sōhō im Tōkai-ji, Shinagawa, Tokio

Takuan Sōhō (japanisch 沢庵 宗彭; * 1573; † 1645) war ein Zen-Meister im Japan des 17. Jahrhunderts. Seine Schriften umfassen sechs Bände, die großen Einfluss auf die weitere Entwicklung des Zen und der japanischen Kampfkünste ausübten.

## Leben und Wirken
Takuan war Mitglied des Miura-Klans. Er wurde Mönch der Jōdo-Richtung des Buddhismus und trat mit 14 Jahren in den Tempel Shōfuku-ji ein, wo er für seine Tugenden bekannt wurde. Er reiste durch die Provinzen, predigte, lehrte, in Armut und Buße zu leben. Shōgun Tokugawa Ieyasu fühlte sich von ihm beleidigt und verbannte ihn in die abgelegene Provinz Dewa, begnadigte ihn aber vier Jahre später, so dass er nach Kyōto zurückkehren konnte. Der im Ruhestand befindliche Kaiser Go-Yōzei und auch Shōgun Hidetada hörten ihn an und schätzten ihn. 1634 gründete er den Tempel Tōkai-ji in Shinagawa (Provinz Musashi).
Der Legende nach war Takuan spiritueller Lehrer von Miyamoto Musashi, dem bekanntesten Schwertkämpfer Japans. Für Yagyū Munenori (Yagyu Shinkage-ryū) und Mikogami Tenzen (一刀流, Ittō-ryū) hat er zwei Lehrbriefe verfasst.
Takuan erfand eine Methode, Rettich (大根, Daikon) haltbar zu machen, die nach ihm Takuanzuke (澤庵付け) genannt wird.